# Kazimierz Zwierz
Kazimierz Maciej Zwierz herbu Topór (zm. 1682) – biskup tytularny Orthosias, biskup pomocniczy łucki.
W 1665 był wikariuszrm, w 1674 został oficjałem generalnym oraz prepozytem mielnickim.  10 listopada 1664 został nominowany na biskupa pomocniczego łucko-brzeskiego.
Jeden z założycieli Sarnak. W 1674 roku należała do niego część dóbr Sarnackich.
W 1674 roku był elektorem Jana III Sobieskiego z województwa brzeskolitewskiego.